# Giuseppe Signori
Pour les articles homonymes, voir Signori.
Giuseppe Signori, surnommé Beppe Signori (né le 17 février 1968 à Alzano Lombardo en Lombardie) est un ancien footballeur international italien qui jouait au poste d'avant-centre.
Il fut l'un des meilleurs buteurs du championnat d'Italie. Il est encore à ce jour (mai 2014) avec 188 buts en 344 matchs de Série A le 9e meilleur buteur de la Serie A.

## Biographie

### Débuts
Giuseppe Signori commence sa carrière dans de modestes clubs professionnels italiens : Leffe, Piacenza et Trento. Il y joue essentiellement au poste d'ailier gauche. Sa carrière prend un tournant en 1989 quand il est repéré par l'entraîneur de Foggia, le tchèque Zdenek Zeman. Ce dernier est un adepte d'une formation en 4-3-3 et d'un football ultra offensif, il transforme Signori en un véritable attaquant. Il se révèle dans cette équipe, décrochant le titre de champion de Série B en 1991 et une très honorable 9e place en Série A en 1992.

### Les années à la Lazio
À l'été 1992, il signe donc dans un club italien, la Lazio Rome. Il s'y impose immédiatement devenant dès sa première saison meilleur buteur du championnat avec 26 buts. Il récidive en 1994 avec 23 buts en 24 matchs, soit une moyenne de près d'un but par match. À l'été 1994 Zdenek Zeman le rejoint à la Lazio et Giuseppe Signori continue d'empiler les buts. À l'été 1995, le président Sergio Cragnotti envisage de le vendre à Parme pour une importante somme d'argent, il sera contraint de renoncer à ce projet devant la fureur des supporters de la Lazio. Il est à nouveau meilleur buteur du championnat en 1996. En janvier 1997 Zdenek Zeman est licencié. 6 mois plus tard Sven-Göran Eriksson l'entraîneur de la Sampdoria prend les rênes de la Lazio, il perd alors sa place de titulaire au profit de Roberto Mancini que Erikson a emmené avec lui de Gênes. Il doit alors quitter le club et signe pour ce même club de la Sampdoria. Son passage à Rome aura été riche en succès individuel et d'estime auprès des supporters de la Lazio même s'il n'a pas pu ramener un titre au club. Il a en effet accumulé les place d'honneur : 5e en 1993, 3e en 1994, 2e en 1995, 3e en 1996 et 4e en 1997.

### L'été indien à Bologne
Après ce passage mitigé à Gênes, il prend la direction de Bologne pour se relancer. Désormais dans la trentaine il va se découvrir dans ce club une seconde jeunesse, participant grandement tous les ans au maintien, voire parfois mieux, de ce club sans grand moyen financier. La première année étant la plus belle, il forme une paire d'attaquant redoutable avec le suédois Kennet Andersson. Ce duo emmène le club depuis la coupe Intertoto jusqu'en demi-finale de la Coupe de l'UEFA en 1999. Il ne s'inclinera que face à l'Olympique de Marseille après avoir éliminé des clubs comme le Sporting CP, le Betis Séville ou encore l'Olympique lyonnais. Il quittera le club en 2004 et la saison suivant son départ Bologne sera relégué en Série B.

### Une fin de carrière exotique.
À 36 ans, il signe en Grèce à l'Iraklis Salonique ou il ne connaîtra pas un grand succès avant de finir sa carrière l'année suivante en Hongrie au FC Sopron.

### Équipe d'Italie: une relation tumultueuse
Il découvre la Nazionale en 1992. Son passage en sélection sera très mouvementé. En effet, il est assez logiquement convoqué pour disputer la coupe du monde 1994 puisqu'il est le meilleur buteur des deux derniers championnats d'Italie. Mais il n'y jouera pas à son véritable poste, le sélectionneur Arrigo Sacchi le titularisant au poste de milieu gauche. Pour la finale contre le Brésil, le sélectionneur lui demande même de jouer arrière latéral gauche pour profiter de ses qualités de contre-attaquant. Il refuse et ce sera le début de nombreux jours de polémique dans les journaux italiens après la finale. Même s'il connaîtra quelques autres sélections en équipe d'Italie après la coupe du monde cette brouille avec Arrigo Sacchi stoppera sa carrière internationale. Ainsi, malgré son titre de meilleur buteur du championnat d'Italie en 1996, il n'est pas retenu pour l'Euro 1996 par Sacchi. En tout, il aura obtenu 28 sélections pour 7 buts.

## Particularités
- Giuseppe Signori tirait les pénaltys avec seulement un pas d'élan car il considérait que les gardiens de but avaient moins de temps pour anticiper ses tirs.
- Il utilisait pour jouer des chaussures de pointure inférieure à sa taille car il considérait que la pression exercée sur ses pieds accentuait ses sensations au niveau des pieds et donc améliorait son toucher de balle.

## Statistiques en Championnat
| Année     | Équipe            | Championnat | Matchs | Buts |
| --------- | ----------------- | ----------- | ------ | ---- |
| 1984-1985 | Leffe             | Serie D     | 8      | 5    |
| 1985-1986 | Leffe             | Serie C2    | 30     | 3    |
| 1986-1987 | Piacenza          | Serie C1    | 14     | 1    |
| 1987-1988 | Trento            | Serie C1    | 31     | 3    |
| 1988-1989 | Piacenza          | Serie B     | 32     | 5    |
| 1989-1990 | US Foggia         | Serie B     | 34     | 14   |
| 1990-1991 | US Foggia         | Serie B     | 34     | 11   |
| 1991-1992 | US Foggia         | Serie A     | 32     | 11   |
| 1992-1993 | Lazio Rome        | Serie A     | 32     | 26   |
| 1993-1994 | Lazio Rome        | Serie A     | 24     | 23   |
| 1994-1995 | Lazio Rome        | Serie A     | 27     | 17   |
| 1995-1996 | Lazio Rome        | Serie A     | 31     | 24   |
| 1996-1997 | Lazio Rome        | Serie A     | 32     | 15   |
| 1997-1998 | Lazio Rome        | Serie A     | 6      | 2    |
| 1997-1998 | Sampdoria         | Serie A     | 17     | 3    |
| 1998-1999 | Bologne FC        | Serie A     | 28     | 15   |
| 1999-2000 | Bologne FC        | Serie A     | 31     | 15   |
| 2000-2001 | Bologne FC        | Serie A     | 23     | 16   |
| 2001-2002 | Bologne FC        | Serie A     | 14     | 3    |
| 2002-2003 | Bologne FC        | Serie A     | 24     | 12   |
| 2003-2004 | Bologne FC        | Serie A     | 23     | 6    |
| 2004-2005 | Iraklis Salonique | Superleague | 5      | 0    |
| 2005-2006 | FC Sopron         | Division 1  | 9      | 3    |

## Palmarès

### Palmarès en club
| Foggia - Championnat d'Italie D2 (1) : - Champion : 1990-1991. |  | Lazio - Championnat d'Italie : - Meilleur buteur : 1992-1993 (26 buts), 1993-1994 (23 buts) et 1995-1996 (24 buts). - Coupe d'Italie (1) : - Vainqueur : 1997-1998. - Coupe Intertoto (1) : - Vainqueur : 1998. |

### Palmarès en sélection
Italie
- Coupe du monde :
  - FInaliste : 1994.

### Distinctions personnelles
- Élu meilleur joueur du championnat d'Italie en 1993